# オーストラリアン・ミートパイ

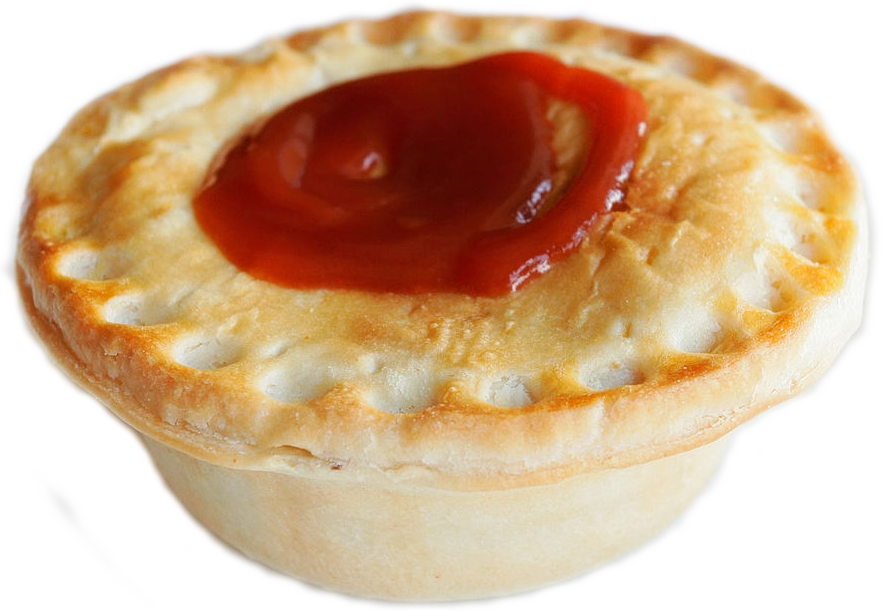
オーストラリアン・ミートパイ

オーストラリアン・ミートパイはオーストラリア及びニュージーランドで主に食べられているミートパイの一種。テイクアウト・フードスナックとしてよく食べられている。

## 概要
手のひらサイズの大きめのさいの目切りにされた肉（もしくはミンチ）にグレービーソース、時にはタマネギ、マッシュルーム、チーズなどが入る。パイ自体はイギリスのステーキ・パイとよく似ている。
オーストラリアン・ミートパイはオーストラリアにて自国の象徴的な食べ物と考えられている。2003年にはニューサウスウェールズ州の首相であったボブ・カーによって国民食として位置づけられた。国民一人当たり1年間の平均消費量は12個である。
人気のミートパイのブランド Four'N'Twenty は1時間に5000個のパイを製造する。
オージーフットボールとミートパイの関係はとても強く、試合の観戦中に最もよく食される食べ物の一つでもある。

## 栄養
熱量含有量
ミートパイ
分量 100 g あたり
カロリー (kcal) 413
- 栄養成分表
  - 脂質 31 g
  - 飽和脂肪酸 7 g
  - 多価不飽和脂肪酸 8 g
  - 一価不飽和脂肪酸 12 g
  - コレステロール 15 mg
  - ナトリウム 650 mg
  - カリウム 170 mg
  - 炭水化物 23 g
  - 水溶性食物繊維 0.8 g
  - 不溶性食物繊維 1.2 g
  - タンパク質 10 g
  - ビタミンC 1 mg
  - カルシウム15 mg
  - 鉄 0.6 mg
  - ビタミンD 0.4 µg
  - ビタミンB6 0.1 mg
  - コバラミン 0.1 µg
  - マグネシウム 16 mg　
  - ビタミンB1　0.5mg